# Властелин колец (фильм, 1968)
«Властели́н коле́ц» (англ. Lord of the Rings) —  не вышедшая экранизация одноимённого романа английского писателя Дж. Р. Р. Толкина 1955 года группой The Beatles. Идея снять фильм была озвучена продюсером группы Денисом О'Деллом. Джон Леннон, который был большим поклонником творчества Толкина, желал видеть за режиссёрским креслом Стэнли Кубрика или Дэвида Лина, а главные роли должны были сыграть музыканты коллектива. По задумке Леннон должен был стать Голлумом, Пол Маккартни — Фродо, его спутником, Сэмом, — Ринго Старр, а Джордж Харрисон мог сыграть Гэндальфа.
По контракту с продюсерской компанией United Artists The Beatles должны были сняться в трёх фильмах («Вечер трудного дня» и «На помощь!» на тот момент уже были сняты). United Artists с момента выхода книги пытались представить себе её воплощение на экранах Толкина. Битлы планировали написать несколько песен специально для фильма. От задумки отказались как Кубрик, который не понимал, как можно изобразить такой роман, так и Толкин, которого раздражали соседи-подростки, подражавшие игре The Beatles. Спустя несколько десятилетий об отменённом фильме узнала общественность — в 2002 году историю рассказал Маккартни Питеру Джексону, режиссёру кинотрилогии «Властелин колец».

## Предыстория. Контракт с United Artists
В начале 1968 года Джон Леннон, Пол Маккартни, Джордж Харрисон и Ринго Старр отправились в индийский город Ришикеш, чтобы пройти курс по технике трансцендентальной медитации в ашраме Махариши Махеш Йоги. В тот момент продюсер их лейбла Apple Денис О'Делл, загоревшийся идеей снять мюзикл-экранизацию романа Джона Толкина «Властелин колец», отправил битлам три экземпляра, из-за чего книга не досталась Старру. В восторге от прочитанного были все трое, особенно Леннон. 
На протяжении 1960-х годов группа уже снялась в двух фильмах: «Вечер трудного дня» и «На помощь!». Битлы не желали сниматься в третьем фильме, но их обязывал контракт с компанией United Artists. Она обладала правами на экранизацию «Властелина колец», которого тогда уже второе десятилетие думали, как изобразить в кино. По легенде, после прочтения романа битлы вообразили, кто кем мог бы стать. Джон Леннон представил себя Голлумом, Пол Маккартни — Фродо Бэггинсом, Джордж Харрисон — Гэндальфом, а Ринго Старр — Сэмом Гэмджи. Они также хотели написать несколько песен специально для фильма.

## Отказ Толкина и Кубрика
Леннон увлекался творчеством не только Толкина, но и режиссёра Стэнли Кубрика. Позднее битл утверждал, что будет смотреть фильм «Космическая одиссея 2001» раз в неделю. Всем составом The Beatles приходили в офис к Кубрику: об этом рассказал актёр и ассистент режиссёра Леон Витали. Тогда Кубрик заканчивал монтаж «Космической одиссеи…», думал о создании фильма о Наполеоне и сразу отверг идею о мюзикле. Также Джон видел режиссёром Дэвида Лина, за несколько лет до этого снявшего фильмы «Доктор Живаго» и «Лоуренс Аравийский».
Идею не одобрил и сам автор романа Джон Толкин, который всё ещё обладал правами на экранизацию. Толкину не нравилась сама задумка того, что главные роли в экранизации будут исполнять музыканты. 

В 1953 году Толкин купил себе новый дом в Оксфорде на спокойной улице для тихой жизни. Это был «ультиматум врача», который лечил жену Толкина Эдит. Спустя несколько лет улицу открыли для сквозного движения, и Толкин в своих письмах описывал возникшие по этому поводу страдания. Особенно писателя раздражали музыканты, которые репетировали через три дома:
«Очевидно, что эти молодые люди стремятся стать новыми The Beatles. В дни их репетиций шум вокруг становится неописуемым».

## Дальнейшая судьба
Эдит Толкин скончалась в 1971 году, а через два года — и сам Джон Толкин. United Artists так и не сняла фильм по «Властелину колец». Права на экранизацию в 1976 году перешли детям Джона Толкина, — позднее их выкупил продюсер Сол Зэнц. The Beatles всё же смогли исполнить договор с United Artists мультфильмом «Жёлтая подводная лодка».

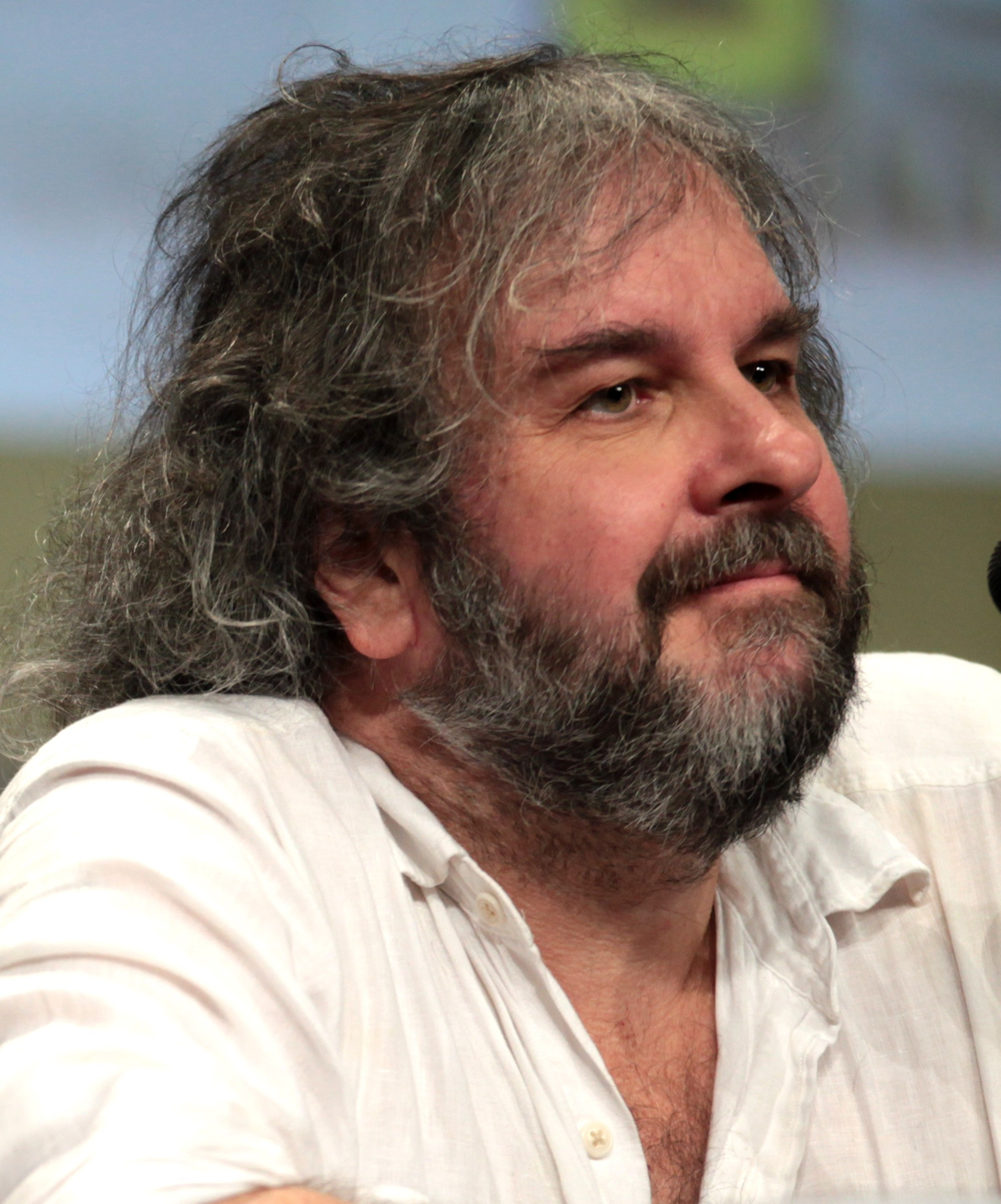
Питер Джексон в 2014 году

Впервые о фильме сообщил Ринго Старр в интервью журналу Life в 1969 году. Там он подтвердил тот факт, что хотел сыграть Сэма. Подробно о неудавшейся экранизации рассказывал и Питер Джексон, режиссёр кинотрилогии по «Властелину Колец» и в совместительстве с этим битломан, в самом начале 2000-х годов. В 2002 году People сообщил, что Джексон ранее обсуждал давно ходящий по слухам фильм с газетой Wellington's Evening Post.
В этом же году на церемонии вручения четырёх статуэток «Оскара» за «Братство Кольца», Маккартни встретился с Джексоном и рассказал ему о том, как битлы пытались сделать из «Властелина колец» мюзикл. Полу очень понравилась экранизация, а Питер признавался, что его карьера могла бы очень измениться, если бы The Beatles сделали своего «Властелина…». Маккартни сказал, что он рад, что The Beatles так и не сняли фильм. В 2021 году Питер совместно с The Beatles выпустил документальный фильм The Beatles: Get Back, что дало возможность Джексону разузнать у Пола и Ринго настоящую историю экранизации.
По мнению Крэйга Элви, журналиста из Screen Rant, «возможно, то, что фильм The Beatles „Властелин колец“ так и не был снят, — это благословение». Автор считает, что стиль прошлых фильмов группы плохо подошёл бы миру Толкина, и, несомненно, огорчил бы поклонников книги. Элви уверен, что если воплотить правдоподобное Средиземье в кино было достаточно сложной задачей в 2000-х — сделать это 40 лет назад было бы практически невозможно. Пользователи Интернета и по сей день пытаются создать экранизацию с The Beatles с помощью технологии «дипфейка».